# 杜完
杜完（1512年—？年），字子脩，號迎江，四川敘州府宜賓縣人，民籍。

## 生平
治《詩經》，由國子生中式四川鄉試第四十五名舉人，會試中式第五十二名。年四十二歲中式嘉靖三十二年癸丑科第三甲第一百七十七名進士。刑部观政，授江西新建知县，升户部主事。

## 家族
曾祖杜以忠，府同知；祖杜崇；父杜軫；前母唐氏；田氏。永感下，妻童氏，兄容（歲貢生）；寀（生员）；賓；官；寵。